# Amsinckia tessellata
Amsinckia tessellata är en strävbladig växtart som beskrevs av Asa Gray. Amsinckia tessellata ingår i släktet gullörter, och familjen strävbladiga växter. Utöver nominatformen finns också underarten A. t. gloriosa.

## Bildgalleri

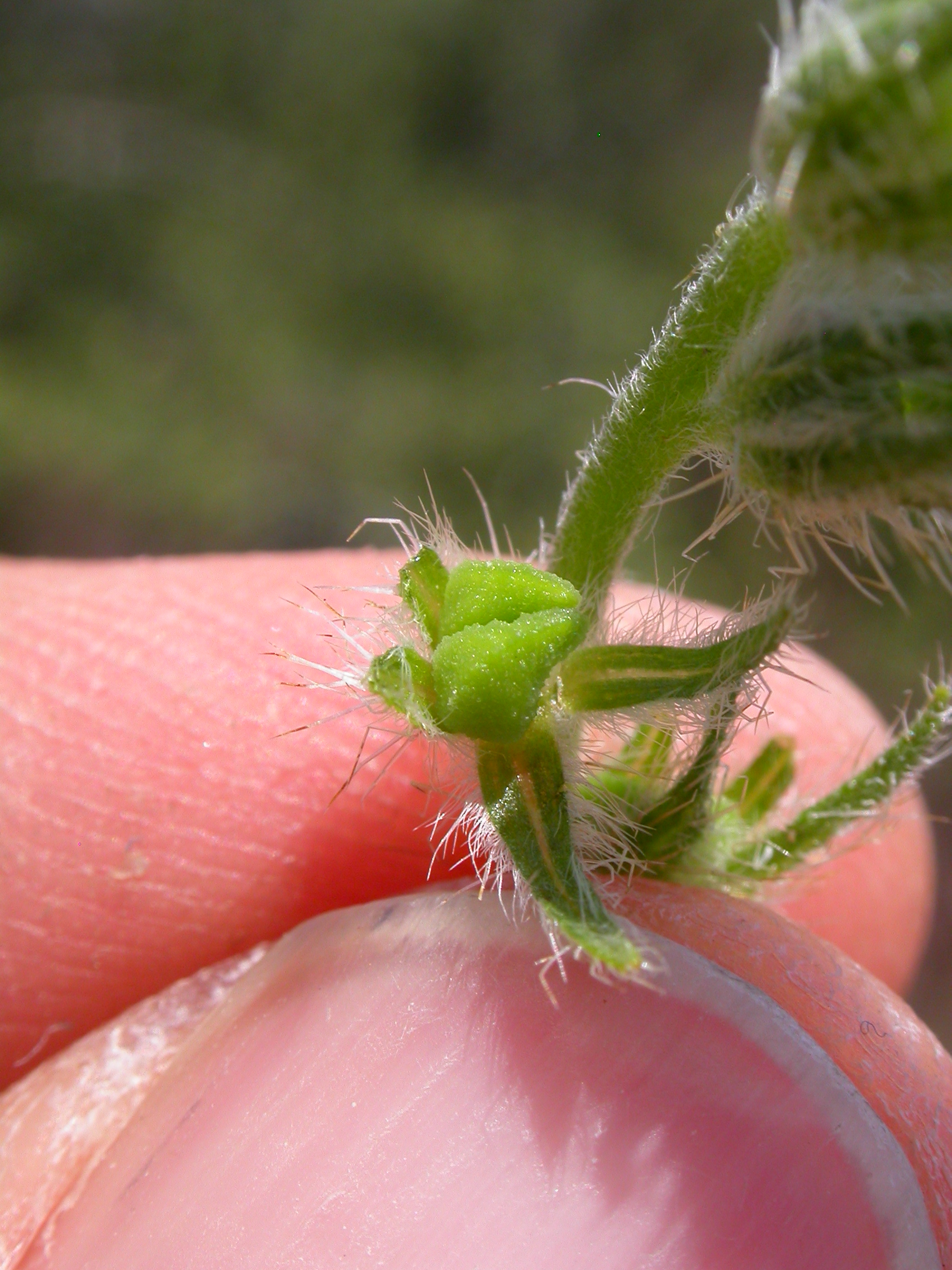
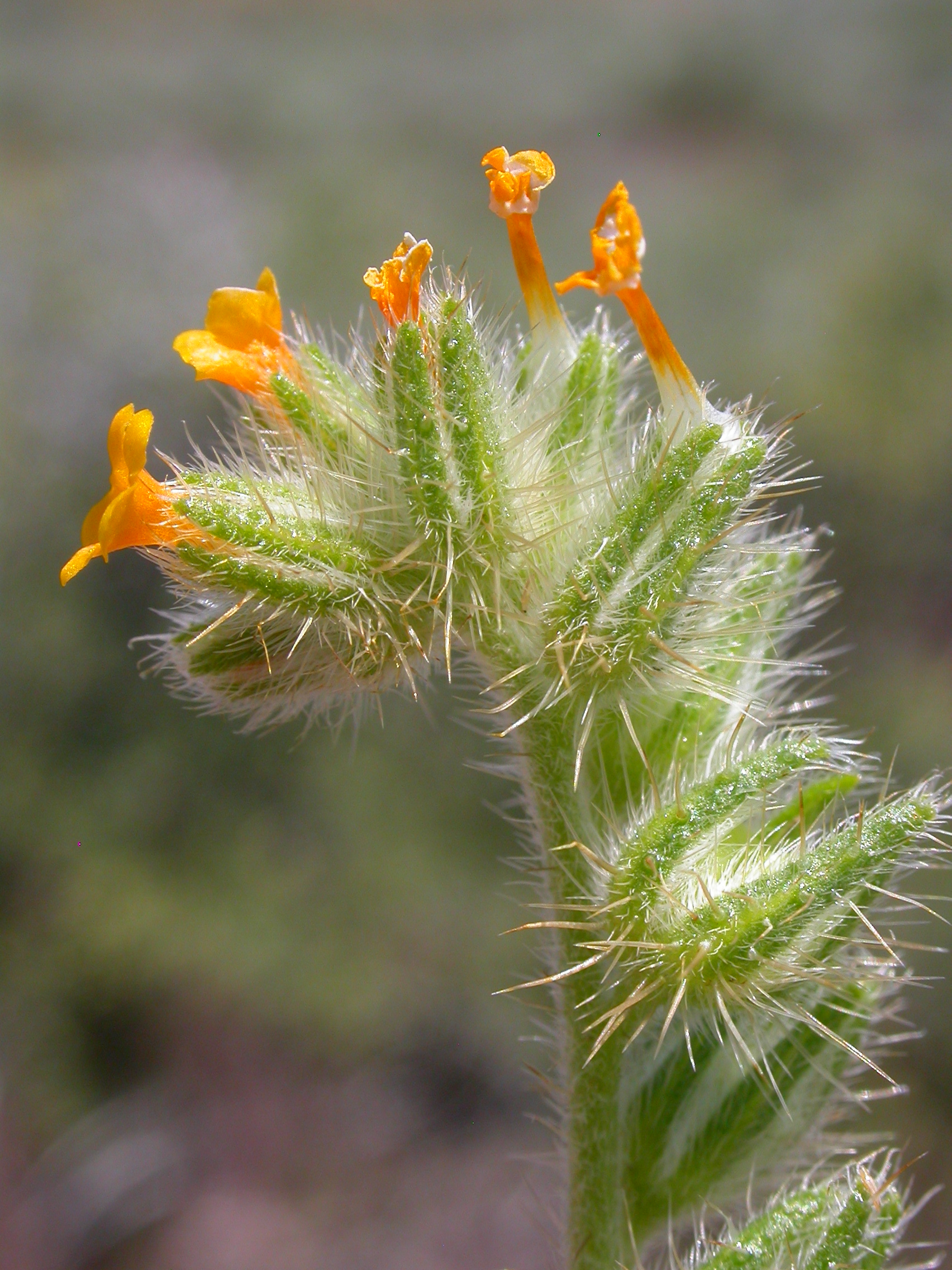
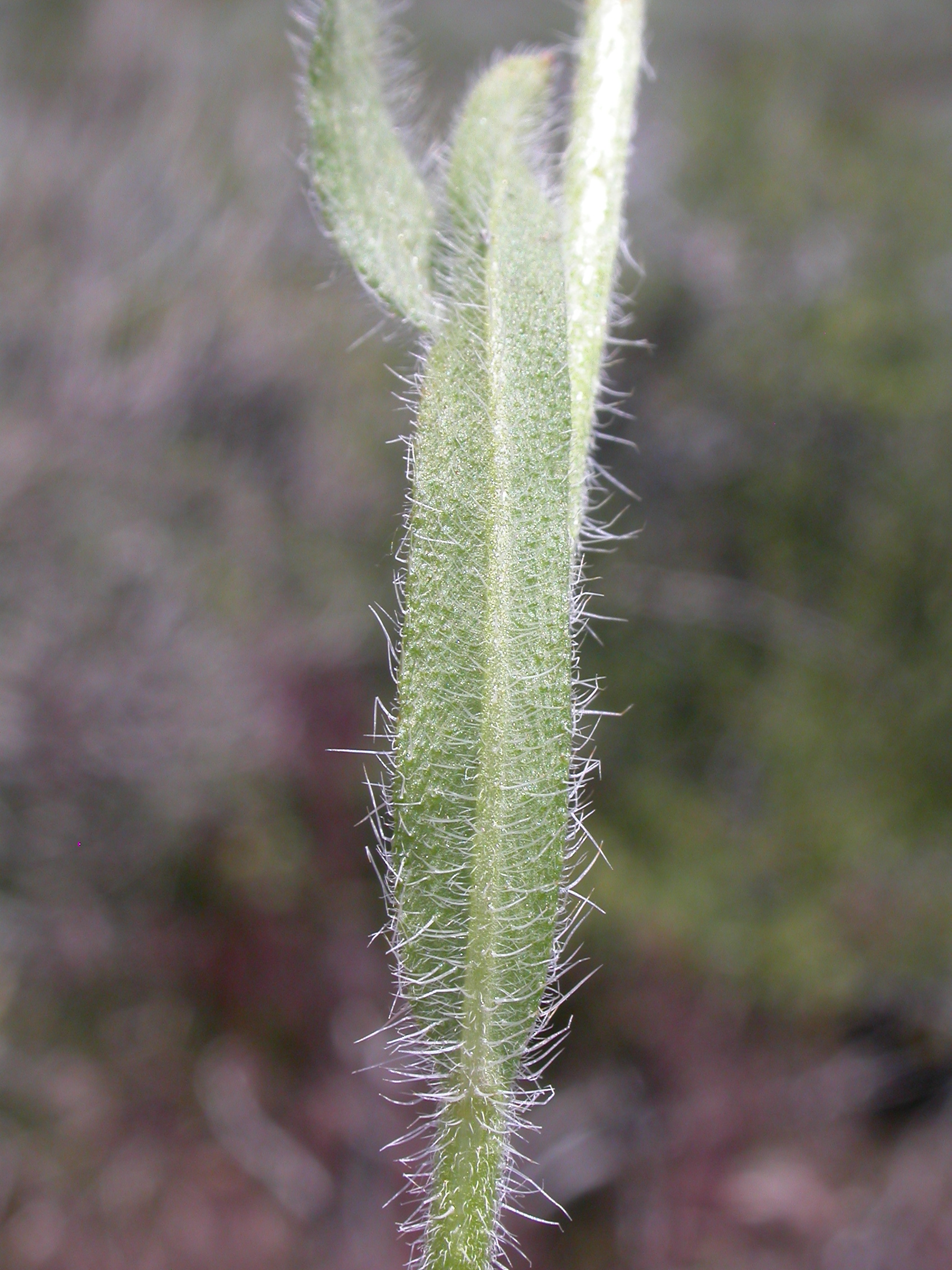
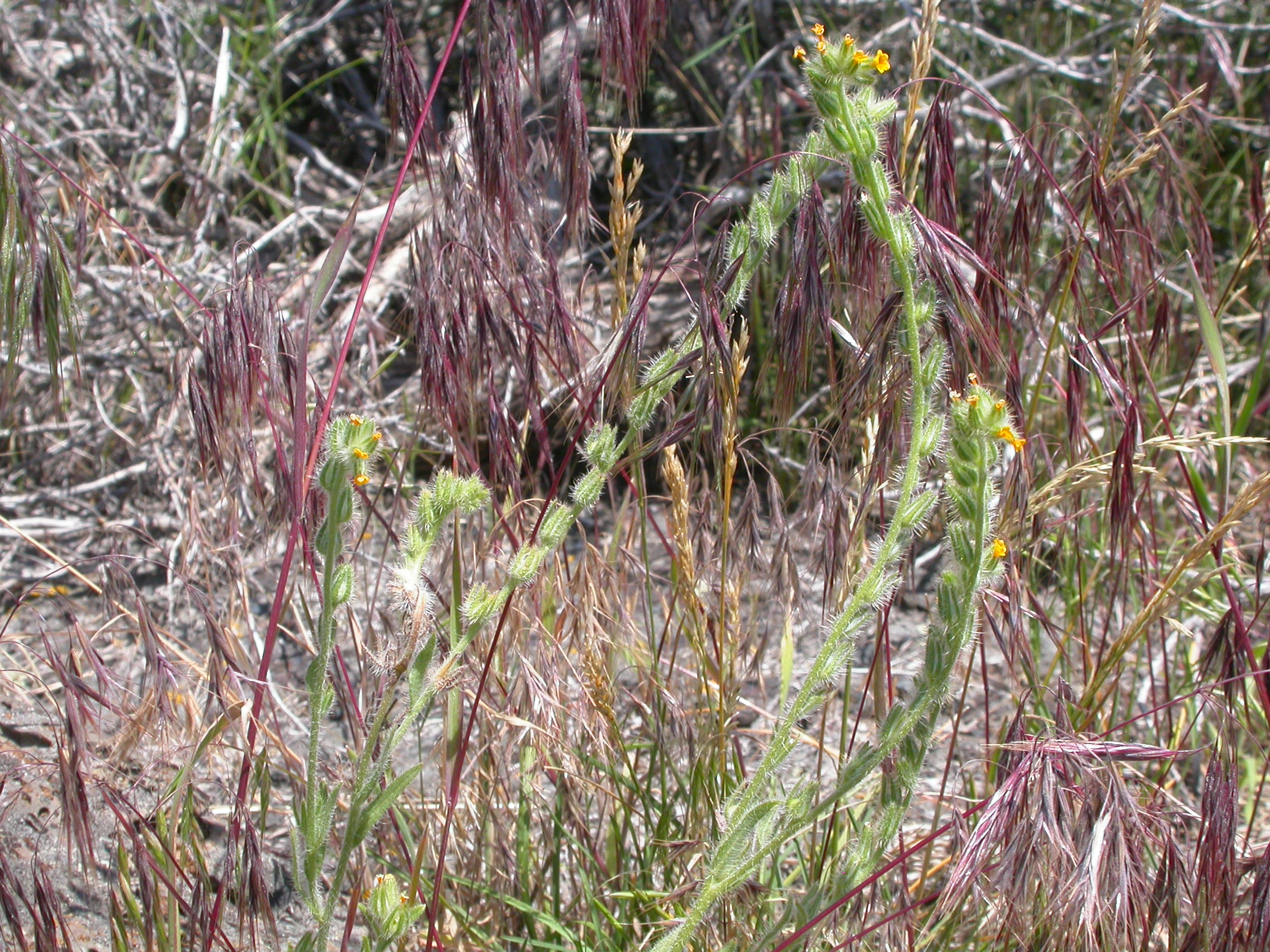
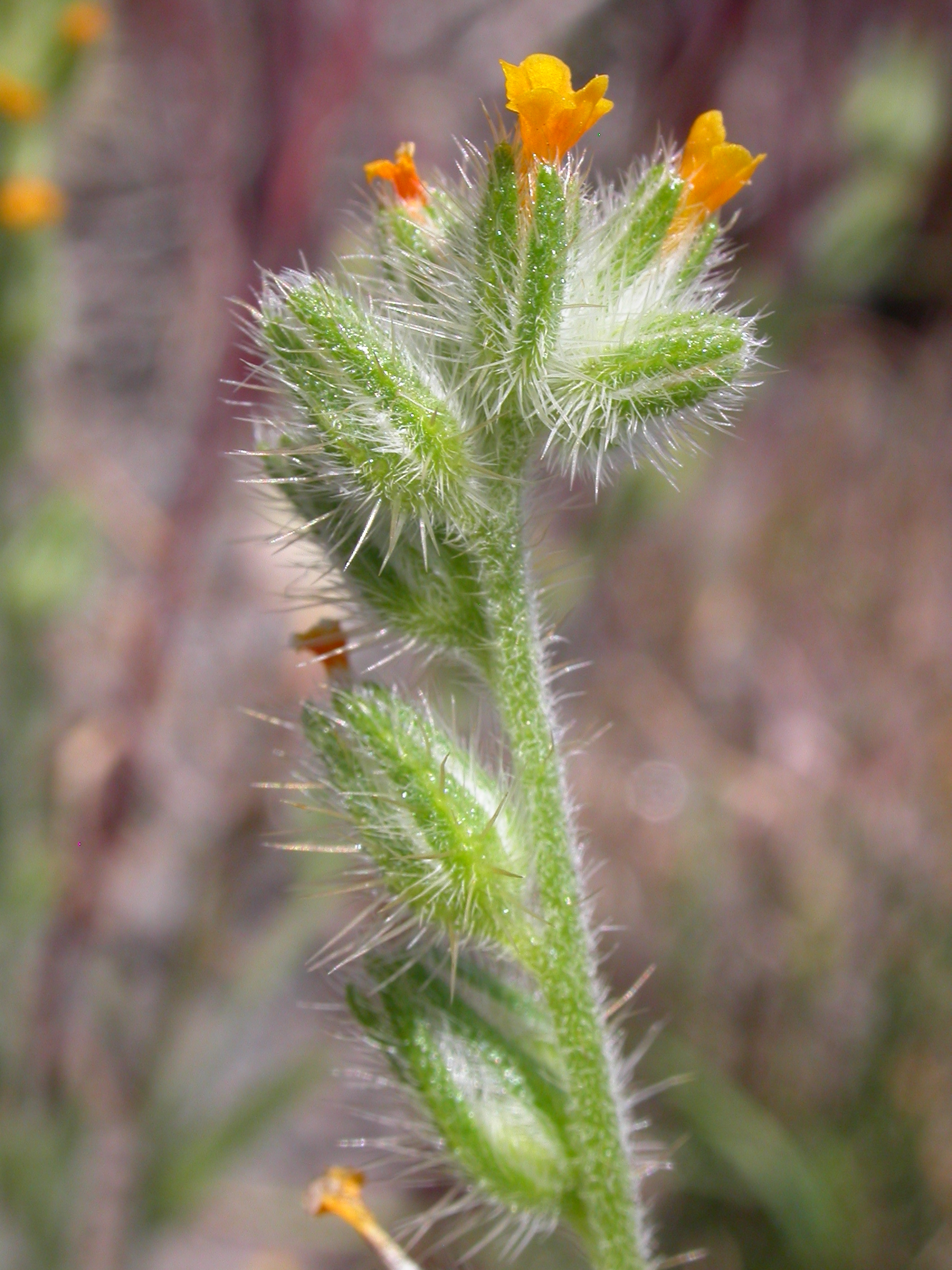
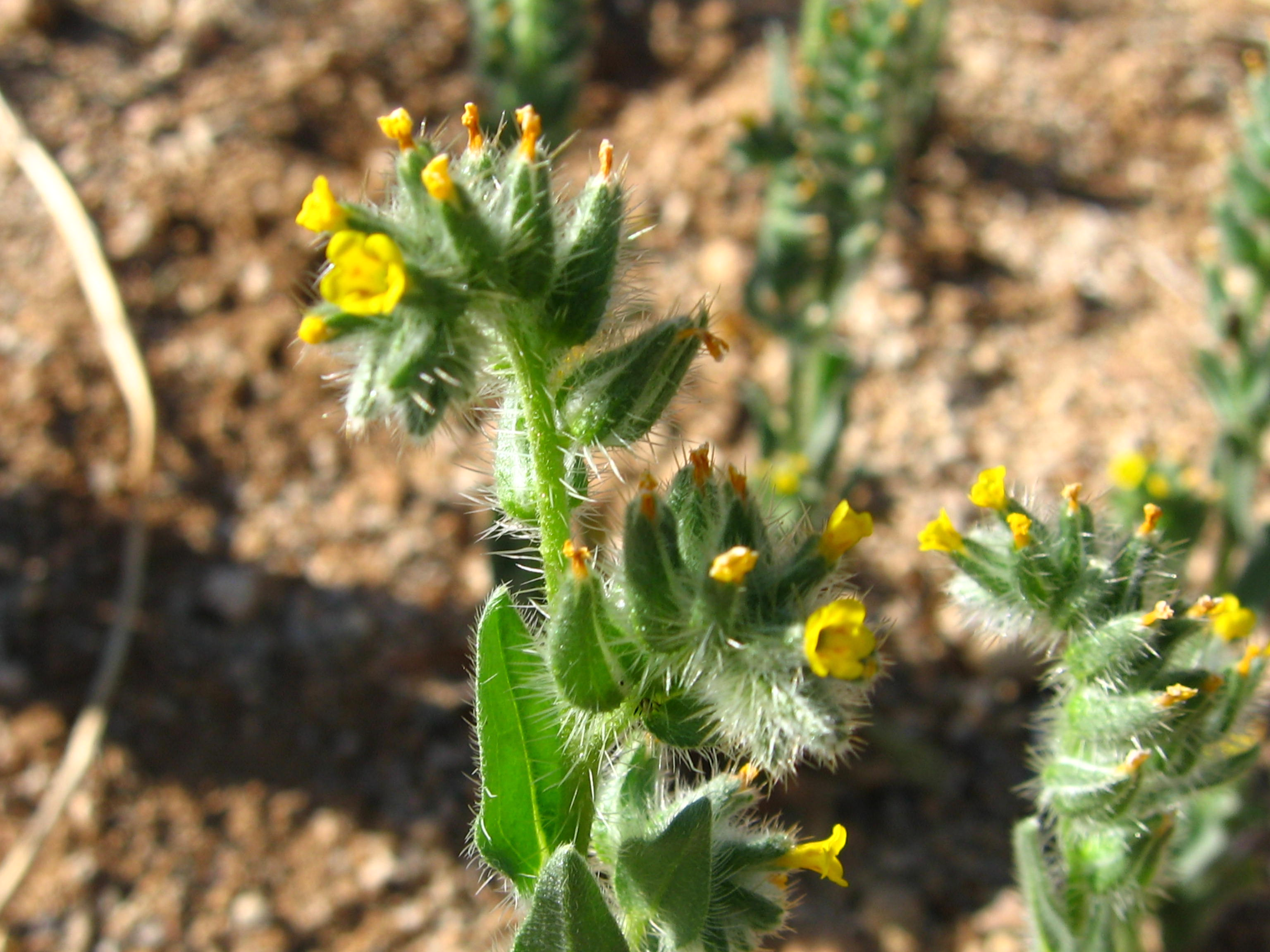